# Neuseeländische Frauen-Cricket-Nationalmannschaft in England in der Saison 2018
Die Tour der neuseeländischen Cricket-Nationalmannschaft nach England in der Saison 2018 fand vom 7. bis zum 13. Juli 2018 statt. Die internationale Cricket-Tour war Bestandteil der Internationalen Cricket-Saison 2018 und umfasste drei WODIs. England gewann die WODI-Serie 2–1.

## Vorgeschichte
Beide Mannschaften bestritten zuvor zusammen mit Südafrika die England Women’s Tri-Nation Series 2018. Das letzte Aufeinandertreffen der beiden Mannschaften bei einer Tour fand in der Saison Neuseeland in 2014/15 statt.

## Stadien
Die folgenden Stadien wurden für die Tour als Austragungsort vorgesehen.
| Stadion               | Stadt     | Kapazität | Spiele  |
| --------------------- | --------- | --------- | ------- |
| County Cricket Ground | Derby     | 9.500     | 2. WODI |
| Headingley Stadium    | Leeds     | 17.000    | 1. WODI |
| Grace Road            | Leicester | 6.000     | 3. WODI |

## Kaderlisten
Neuseeland benannte seinen Kader am 26. April 2018.
| WODI | WODI |
| England | Neuseeland |
| --- | --- |
| - Heather Knight (K) - Tammy Beaumont - Katherine Brunt - Kate Cross - Sophie Ecclestone - Georgia Elwiss - Katie George - Jenny Gunn - Alex Hartley - Amy Jones (wk) - Laura Marsh - Natalie Sciver - Anya Shrubsole - Sarah Taylor (wk) - Lauren Winfield - Danni Wyatt | - Suzie Bates (K) - Bernadine Bezuidenhout - Sophie Devine - Kate Ebrahim - Maddy Green - Holly Huddleston - Hayley Jensen - Leigh Kasperek - Amelia Kerr - Katey Martin - Anna Peterson - Hannah Rowe - Amy Satterthwaite - Lea Tahuhu - Jess Watkin |

## Women’s One-Day Internationals

### Erstes WODI in Leeds
| 7. Juli Scorecard | Leeds | England 290-5 (50)           | – | Neuseeland 148 (35.3) |
|                   |       | England gewinnt mit 142 Runs |   |                       |

England gewann den Münzwurf und entschied sich als Schlagmannschaft zu beginnen. Als Spielerin des Spiels wurde Natalie Sciver ausgezeichnet.

### Zweites WODI in Derby
| 10. Juli Scorecard | Derby | England 241 (48)             | – | Neuseeland 118 (38) |
|                    |       | England gewinnt mit 123 Runs |   |                     |

England gewann den Münzwurf und entschied sich als Schlagmannschaft zu beginnen. Als Spielerin des Spiels wurde Tammy Beaumont ausgezeichnet.

### Drittes WODI in Leicester
| 13. Juli Scorecard | Leicester | England 219 (47.4)               | – | Neuseeland 224-6 (44.4) |
|                    |           | Neuseeland gewinnt mit 4 Wickets |   |                         |

England gewann den Münzwurf und entschied sich als Schlagmannschaft zu beginnen. Als Spielerin des Spiels wurde Sophie Devine ausgezeichnet.

## Auszeichnungen

### Player of the Series
Als Player of the Series wurden der folgende Spieler ausgezeichnet.
| Serie | Player of the Series |
| ----- | -------------------- |
| WODI  | Amy Jones            |

### Player of the Match
Als Player of the Match wurden die folgenden Spielerinnen ausgezeichnet.
| Spiel   | Player of the Match |
| ------- | ------------------- |
| 1. WODI | Natalie Sciver      |
| 2. WODI | Tammy Beaumont      |
| 3. WODI | Sophie Devine       |